# Province de Preah Vihear
La province de Preah Vihear ("sanctuaire sacré" en khmer, vihear dérive du sanskrit vihāra, à l'origine des toponymes Bihar et probablement Boukhara) est une province du Cambodge. Elle comprend 8 districts :
- 1301 Chey Saen ("dix mille victoires", jaya : "victoire" en sanskrit)
- 1302 Chhaeb ("fendu")
- 1303 Choam Khsant
- 1304 Kuleaen ("litchi")
- 1305 Rovieng (arbre Randia tomentosa (Rubiacées))
- 1306 Sangkom Thmei ("nouvelle communauté", saṃgama : "rencontre, réunion" en sanskrit)
- 1307 Tbaeng Mean Chey ("Dipterocarpus obtusifolius victorieux")
- 1308 Preah Vihear (sanctuaire sacré)

## Démographie
|                                            | Preah Vihear | Preah Vihear | Cambodge    | Cambodge    |
| 1998                                       | 2008         | 1998         | 2008        |             |
| Population totale                          | 119 261      | 170 852      | 11 437 656  | 13 388 910  |
| Croissance de la population 1998 - 2008    | 43,2 %       | 43,2 %       | 17 %        | 17 %        |
| Taux de la population rurale               | 93,44 %      | 93,74 %      | 82,29 %     | 80,47 %     |
| Densité                                    | 9 hab./km2   | 12 hab./km2  | 64 hab./km2 | 75 hab./km2 |
| Sex-ratio (Nombre d'hommes pour une femme) | 0,99         | 0,988        | 0,93        | 0,942       |
| Taille moyenne des foyers                  | 5,5 membres  | 5,1 membres  | 5,2 membres | 4,7 membres |

## [3]Notes et références
1. ↑  (en) Cambodian National Institute of statistics - Ministry of Planning, « General Population Census of Cambodia 2008 », Japanese Ministry of Internal Affairs and Communications, août 2008 (consulté le 6 octobre 2014)
2. ↑  (en) « General Population Census of Cambodia 1998 », National Institute of Statistics, Ministry of Planning, Phnom Penh, Cambodia, août 2002 (consulté le 8 octobre 2014)
3. ↑  (en) « General Population Census of the Kingdom of Cambodia 2019 », sur UNFPA Cambodia, 26 janvier 2021 (consulté le 29 janvier 2021)